# Santi Subito (album)
Santi Subito – drugi studyjny album polskiego zespołu rockowego Bohema, wydany w 2006 przez wytwórnię EMI Music Poland.
Płyta została nagrodzona Superjedynką w 2007 r. w kategorii „Płyta rock”. Utwór „Tell me who you are” Piotr Lipka nagrał w duecie z Muńkiem Staszczykiem.

## Lista utworów
1. Helena
2. Radio
3. Chłopcy na sterydy
4. Panie Prezydencie
5. This Kind of Love
6. Warszawka
7. Tell Me (Who You Are)
8. Sweden
9. Dziwny stan
10. Raz w życiu
11. Syntetyczne sny
12. She Ain't Comin' Back
13. Człowieku Man
14. Miriam Show

Bonus CD
1. Warszawka (wideoklip)